# Helvécio Ratton
Helvécio Ratton (Divinópolis, 14 de maio de 1949) é um cineasta brasileiro e criador, em parceria com Simone de Magalhães Matos, da produtora de conteúdo audiovisual Quimera Filmes.

## Filmografia
| Ano  | Funções                        | Documentário / Filme                                   | Descrição sucinta |
| ---- | ------------------------------ | ------------------------------------------------------ | --- |
| 1979 | Diretor                        | Em Nome Da Razão - Um Filme Sobre Os Porões Da Loucura | Documentário sobre o Hospital Colônia De Barbacena em Minas Gerais. Importante documento histórico que apresenta profundas críticas sociais. |
| 1983 | Produtor executivo             | Idolatrada                                             | ? |
| 1984 | Produtor                       | Noites Do Sertão                                       | Filme baseado na novela Buriti, de Guimarães Rosa.                                                                                           |
| 1986 | Diretor e roteirista           | A Dança Dos Bonecos                                    | Filme infantil que apresenta elementos do folclore brasileiro.                                                                               |
| 1995 | Diretor                        | Menino Maluquinho - O Filme                            | Filme inspirado no livro O Menino Maluquinho de Ziraldo.                                                                                     |
| 1998 | Diretor                        | Amor & Cia                                             | Filme inspirado no livro Alves & Companhia de Eça de Queirós.                                                                                |
| 2002 | Diretor e roteirista           | Uma Onda No Ar                                         | Filme baseado na história real da Rádio Favela.                                                                                              |
| 2006 | Diretor, produtor e roteirista | Batismo De Sangue                                      | Filme inspirado no livro Batismo De Sangue de Frei Betto. Trata sobre a ditadura militar brasileira nas década de 60 e 70.                   |
| 2007 | Diretor e roteirista           | Pequenas Histórias                                     | Filme dividido em contos e que apresenta elementos de folclore brasileiro.                                                                   |
| 2011 | Diretor                        | O Mineiro E O Queijo                                   | Documentário sobre a produção artesanal de queijo em Minas Gerais.                                                                           |
| 2014 | Diretor                        | O Segredo Dos Diamantes                                | Filme de aventura. |

## O Cinema Além das Montanhas
Biografia de Helvécio Ratton, escrito por Pablo Villaça, ganhou lançamento em evento especial durante a 29ª Mostra Internacional de Cinema de São Paulo.